# Wassil Slatarski

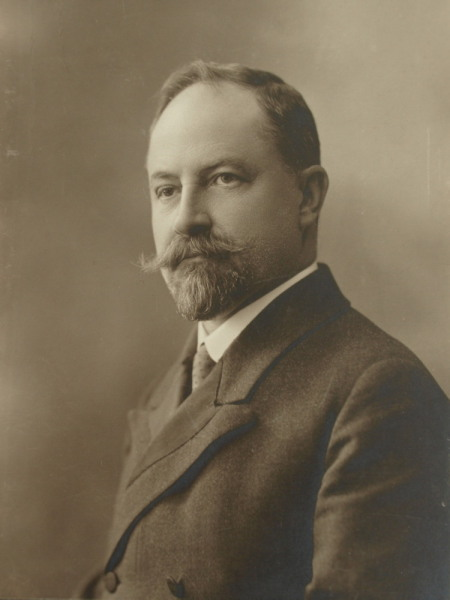
Wassil Slatarski (um 1920)

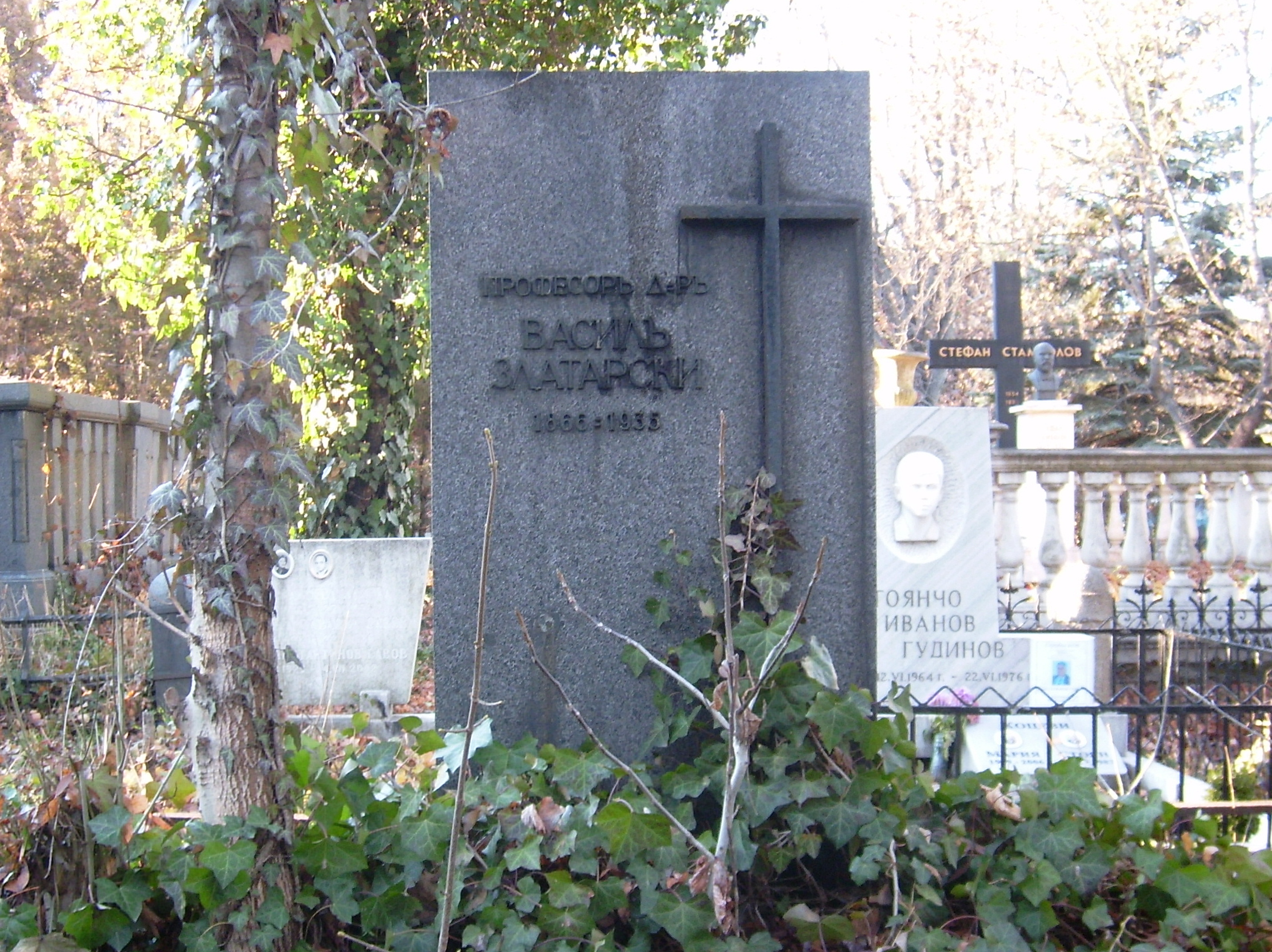
Grab Wassil Slatarskis in Sofia

Wassil Nikolow Slatarski (bulgarisch Васил Николов Златарски, meist Vasil Zlatarski; * 14. November 1866 in Tarnowo; † 15. Dezember 1935 in Sofia) war ein bulgarischer Historiker.

## Leben
Slatarski studierte in St. Petersburg und Berlin (1893–1895). 1897 wurde er Dozent und 1900 Mitglied der Bulgarischen Akademie der Wissenschaften. 1901 wurde er außerordentlicher, 1906 ordentlicher Professor und 1921 Leiter des Lehrstuhls für bulgarische Geschichte an der Universität Sofia. Slatarski war einer der Gründer der Bulgarischen Historischen Gesellschaft und hatte von 1921 bis 1925 den Vorsitz der Gesellschaft inne.
1916 gehörte Slatarski während des Ersten Weltkrieges zu den Teilnehmern einer wissenschaftlichen Aufklärungsexpedition im Auftrag des Generalstabes der bulgarischen Armee, in den von den Bulgaren zu diesem Zeitpunkt wiedereroberten Gebieten in Mazedonien und der Region Pomoravlje.
In seiner wissenschaftlichen Arbeit befasste er sich insbesondere mit der Geschichte des mittelalterlichen Bulgariens. Er forschte in den Bereichen Geschichte, Archäologie, Epigraphik und Numismatik. Veröffentlichungen Slatarskis befassten sich mit der Kultur- und Politikgeschichte Bulgariens und angrenzender Staaten von den Anfängen Bulgariens bis zum Ende des 19. Jahrhunderts. Als sein bedeutendstes Werk gilt die 1918 bis 1940 in Bulgarisch veröffentlichte Geschichte des bulgarischen Staates im Mittelalter.
1911 wurde er zum korrespondierenden Mitglied der Russischen Akademie der Wissenschaften in Sankt Petersburg gewählt.

## Familie
Wassil Slatarski war der Sohn des Aufklärers Nikola Slatarski und der Kaufmannstochter aus Tarnowo Anastasija Gantschowa. Wassils Geschwister waren Aleskandar Slatarski, Mitbegründer des bulgarischen Rechnungshofes, Georgi Slatarski, Begründer der bulgarischen Geologie und Rektor der Universität Sofia, Stefan Slatarski, Generalmajor der russischen Armee, und Wiktorija, Großmutter einer der ersten bulgarischen Architektinnen, Wiktorija Winarowa.

## Veröffentlichungen (Auswahl)
- Istorija na bŭlgarskata dŭržava prez srednite vekove (Geschichte des bulgarischen Staates im Mittelalter). 3 Bände. Sofia 1918–1940.
- Geschichte der Bulgaren. (I. Teil: Von der Gründung des bulgarischen Reiches bis zur Türkenzeit (679–1396). II. Teil: Vom Beginn der Türkenzeit bis zur Gegenwart). Leipzig 1917/1918 (Bulgarische Bibliothek 5/6)